# Маратон на дюните
Маратонът на дюните (на френски: Marathon des Dunes; на английски: Marathon of the Dunes) е международен маратон, провеждан в Алжир, в пустинята Сахара. За първи път е организиран през 2000 година.

## Спортно състезание
Състезанието обикновено покрива цялото маратонско разстояние от 42 km, но е разпределено за 3 последователни дни, като на състезателите се разрешава да минат маршрута чрез бягане, ходене и по друг начин на придвижване без помощ. Теренът варира от тармакадам (чакъл/сгур с катран) през твърд терен до пясъчни дюни. На първите 5-а завършили се връчват парични и предметни награди.
Точното място и маршрут на маратона се променя всяка година. Така например през 2009 г. той е проведен край Бешар, близо до границата с Мароко, а следващият маратон - по платото Ахагар.
14-ото издание на маратона се провежда край гр. Таманрасет от 26 декември 2013 до 1 януари 2014 г.

## Победители, 2012
Мъже – Мохамед Акбли (Mohamed Akbli) от Бешар (Béchar), Алжир.
Жени – Тасадит Тахарунт (Tassadit Taharount) от Франш Конте (Franche-Comté), Франция.

## Културна програма
Маратонът е придружен от културна програма, която включва (извън надбягването сутрин) ежедневни екскурзии до местни музеи, исторически места и религиозни постройки – като мюсюлмански зауия (училища) и християнски параклиси. Всяка вечер има изпълнения от местни фолклорни групи пред участниците на местна сахарска музика от жанрове като гнауа, диуан, таргуи. Предлага се също дегустиране на местната кухня от кускус и пити до черен чай с мента и фурми.